# Marduk-Kabít-Achchéšu
Marduk-Kabít-Achchéšu byl babylonský král v období asi mezi roky 1154 a 1146 př. n. l.. Byl to zakladatel IV. babylonské dynastie (II. dynastie Isinské).
Byl velitelem vzbouřenců proti elamské nadvládě nad Babylonií a po vítězství povstání se prohlásil králem. Jako hlavní město si však nevybral Babylón, ale další důležité město Isin. Ačkoli zpočátku používal titul krále Isinu, přijal později také titul krále babylónského. Není však jasné, zda se do Babylonu přesunul, nebo jestli používal tohoto slavného titulu jen ke zvýšení svojí prestiže.
Marduk-Kabít-Achchéšem obnovená samostatná Babylonie byla pod neustálými nájezdy a útoky vojsk z Elamu, ale těm se již II. Isinskou dynastii svrhout nepodařilo.